# Хронична обструктивна белодробна болест
Хроничната обструктивна белодробна болест (ХОББ) е обструктивна белодробна болест, характеризираща се с хронично ограничаване на въздушния поток в дихателните пътища, което обикновено се влошава с времето и не е напълно обратимо, дори и след лечение. Основните симптоми са задъхване, хронична кашлица със или без отхрачване и с бърза умора. Повечето хора, страдащи от хроничен бронхит, имат ХОББ.
Тютюнопушенето е най-честата причина за ХОББ, като други фактори с по-малко значение са замърсяването на въздуха и генетиката. В развиващите се страни един от основните източници на замърсяване на въздуха са зле вентилираните огнища за готвене и отопление. Продължителното излагане на тези дразнители предизвиква възпалителна реакция в белите дробове, която води до стесняване на малките въздушни канали и разрушаване на белодробната тъкан, известно като емфизема. Диагностицирането става въз основа на влошения въздушен поток, установен чрез измерване на белодробната функция. За разлика от астмата, намаленият въздушен поток не се подобрява чувствително при прилагане на бронходилататор.
ХОББ може да се предотврати чрез намаляване на излагането на известните рискови фактори. Това включва намаляване на пушенето и подобряване на качеството на въздуха в помещенията и навън. Лечението на болестта включва спиране на пушенето, ваксиниране, белодробна рехабилитация и инхалиране с бронходилататори и кортикостероиди. В някои случаи помага дългосрочна кислородна терапия или белодробна трансплантация. При пациентите с периоди на остро влошаване може да се наложи увеличен прием на медикаменти и хоспитализация.
В световен мащаб ХОББ засяга 329 милиона души или около 5% от населението. През 2013 г. болестта е причина за 2 900 000 смъртни случая, повишение спрямо 2 400 000 през 1990 г. Очаква се броят на смъртните случаи да продължи да нараства, заради увеличеното тютюнопушене и застаряващото население в много страни. Икономическите разходи, предизвикани от заболяването през 2010 г., се оценяват на 2 100 000 000 000 долара.

## Признаци и симптоми
Най-честите симптоми на ХОББ са отделянето на храчки, задъхване и продуктивна кашлица. Симптомите са налице за дълго време и обикновено постепенно се влошават. Не е сигурно дали съществуват обособени разновидности на ХОББ. В миналото заболяването е разделяно на емфизема и хроничен бронхит, но днес се смята, че емфиземата е само описание на изменения на белите дробове, а не заболяване само по себе си, а хроничният бронхит е група симптоми, които понякога, но не винаги характеризират ХОББ.
Кашлица
Хроничната кашлица често е първият симптом, който се развива при ХОББ. Когато тя продължава повече от три месеца в годината за поне две години в съчетание с отделяне на храчки и без друго обяснение, по определение е налице хроничен бронхит. Това състояние може да възникне и преди пълното развитие на ХОББ, количеството на отделяните храчки може да се променя в течение на часове или дни. В някои случаи кашлицата може да отсъства или да се появява рядко, както и да не е продуктивна. Някои болни приписват симптомите на „пушаческа кашлица“. Енергичната кашлица може да доведе до фрактури на ребра или до припадъци. Болните често имат история на „настинки“, които продължават дълго време.
Задъхване
Задъхването често е най-притеснителният за болните симптом на болестта. То обикновено се описва като: „дишам с усилие“, „чувствам, че не ми стига въздух“ или „не мога да вдишам достатъчно“. Обикновено задъхването е по-лошо при продължително напрягане и се влошава с времето. В напредналите стадии на заболяването то се наблюдава и при покой и може да стане постоянно, превръщайки се в източник на безпокойство и влошавайки качеството на живот на болните.
Други особености
Напредналата ХОББ води до повишено налягане в белодробните артерии. Тази ситуация се нарича белодробно сърце (на латински: cor pulmonale) и води до клинични признаци като подуване на краката и изпъкнали вени на шията. ХОББ е по-честа от всяко друго белодробно заболяване като причина за белодробно сърце. Въпреки това, наличието на това състояние е станало по-рядко, след като се използва кислородна терапия.
ХОББ често се появява заедно с редица други състояния, дължащи се отчасти на общи рискови фактори. Тези състояния включват: исхемична болест на сърцето, високо кръвно налягане, захарен диабет, мускулна загуба, остеопороза, рак на белия дроб, тревожни разстройства и депресия. Чувството за умора е често срещано при хора със сериозно заболяване. Хипократовите цифри не са специфичен признак на ХОББ и трябва да доведат до изследвания за наличие на подлежащ рак на белия дроб.
Изостряне

## Лечение
Целите на лечението на ХОББ са следните:
- предотвратяване на влошаване на хода на заболяването,
- облекчаване на симптомите
- подобряване на толерантността към упражненията,
- профилактика и лечение на усложнения,
- профилактика и лечение на екзацербации,
- намаляване на смъртността.[22][23]

#### Борба с професионалните фактори
1. намаляване на концентрацията на вредни вещества във въздуха на работната зона поради различни технологични мерки;
2. използването на ефективна вентилация – локално засмукване, въздушни душове и обща вентилация;[24]
3. осигуряване на лична защита на дихателните пътища (като най-новото и ненадеждно средство).

### Фармакотерапия
В основата на лечението на вече оформена ХОББ е фармакотерапията. При сегашното ниво на развитие на медицината лекарствата могат само да предотвратят влошаването на тежестта на състоянието и да подобрят качеството на живот, но не са в състояние напълно да премахнат морфологичните промени, възникнали по време на развитието на заболяването.

#### Бронходилататори
Използват се различни групи лекарства, които предизвикват разширяване на бронхите, главно поради отпускане на гладката мускулатура на стените им – бронходилататори (бронхолитици):
- М-антихолинергици (М-холиноблокатори), ипратропиум бромид (Aтровент) и тиотропиум бромид (Спирива),[27]
- Дългодействащи β2-агонисти: Салметерол и Формотерол.

#### Глюкокортикостероиди
При обостряне на заболяването се използват както локални, така и системни глюкокортикостероиди. В случай на тежка дихателна недостатъчност, облекчението се извършва чрез приемане на таблетки преднизолон в доза от 10 – 20 mg на ден или чрез интравенозно приложение на подобна доза. Когато използвате системни глюкокортикостероиди, трябва да сте наясно с техните странични ефекти върху тялото. След спиране на екзацербацията те трябва да бъдат плавно отменени и пациентът да бъде прехвърлен на инхалаторни стероидни хормони.
Използват се например флутиказон или будезонид, но тези лекарства повишават риска от развитие на пневмония (което не повишава риска от смърт).

#### Антибиотици
Антибиотиците са необходим компонент на лекарствената терапия по време на обостряне на заболяването. Въз основа на патогенезата е известно, че възниква емфизем, изтичането на слуз е затруднено и в резултат на това възниква стагнация. Натрупаният в белите дробове секрет е благоприятна среда за развитие на бактерии и естествено развитие на бронхит, а в някои случаи и пневмония. За да се предотвратят такива усложнения, на пациентите се предписват групи антибиотици, които действат главно върху бактериалната флора, типична за белите дробове. Те включват пеницилини, защитени от клавуланова киселина, цефалоспорини от 2-ро поколение, в случай на тежка бактериална агресия е разрешено използването на респираторни флуорохинолони. Въвеждането на лекарства може да се извърши по различни начини: през устата, интравенозно, интрамускулно, инхалация (чрез пулверизатор).

#### Муколитици
Хиперпродукцията на слуз по време на развитието на ХОББ допринася за натрупването му в дихателните пътища, което води до благоприятна среда за развитие на бактериална инфекция. За да се избегне това, се използват муколитични лекарства, които водят до втечняване на слуз и улесняват евакуацията му от бронхите.
Всички муколитици са условно разделени на 2 групи: лекарства с пряко и непряко действие. Муколитиците с непряко действие засягат секрецията в дихателните пътища, практически без да взаимодействат с вече освободената слуз в лумена на бронхите. Тези лекарства включват бромхексин и амброксол, който е неговият метаболит. Механизмът на действие на тези лекарства се основава на способността да се стимулира синтеза на повърхностноактивно вещество от алвеоларни пневмоцити (алвеолоцити) от II ред, което води до фракциониране на слуз и намаляване на адхезивните му свойства. Лекарствата с директно действие включват вещества, които пряко засягат тайната, разположена в бронхите. Като правило това са ензимни препарати, например трипсин и химотрипсин. Прилагат се през дихателните пътища предимно чрез вдишване. Взаимодействието на ензима със слузта води до неговото разграждане и загуба на адхезивните му свойства.
Не трябва да се забравя, че в много отношения това разделение на 2 групи е условно и много муколитици съчетават клиничните ефекти и на двете групи. Терапията с муколитици е спомагателна мярка, насочена към подобряване на качеството на живот на пациента, предотвратяване на развитието на бактериална инфекция или, ако е налице, ускоряване на елиминирането на източника на инфекция.

### Хирургично лечение
Понастоящем хирургията на ХОББ е предимно палиативна. Най-често големите були се отстраняват при булозен емфизем в случаите, когато причиняват тежък задух, хемоптиза и са огнища на персистиращи инфекции. Операциите за намаляване на обема на белите дробове при тежък емфизем понастоящем не са добре разбрани и не се препоръчват за прилагане. Белодробната трансплантация показа положителни клинични ефекти, индикацията за такава операция е ОФВ (FEV)1 25 % или по-малко. Според статистиката в чуждестранни клиники хирургичната смъртност е 10 – 15 %, тригодишната преживяемост е 60 %.

### Тактика на лекаря на амбулаторния и болничен етап
В повечето случаи пациентите с ХОББ първо се обръщат към местния лекар с оплаквания от кашлица и задух. Когато се свържете с такъв пациент, местният терапевт трябва да изключи остра патология, като бронхит и пневмония. В някои случаи в ранните стадии на заболяването е доста трудно да се постави правилна диагноза. Ако след 7 – 14 дни от лечението на пациента няма положителна динамика, тогава пациентът трябва да бъде изпратен за консултация с пулмолог. Задачата на пулмолога на амбулаторния етап е да определи наличието и тежестта на респираторните нарушения, както и тяхната корекция. Основната задача на лекаря на амбулаторния етап е изборът на адекватна поддържаща терапия и осигуряване на редовно проследяване. Понастоящем инхалаторните глюкокортикостероиди се препоръчват като поддържаща терапия.
В случай на обостряне или при първите открити тежки симптоми, пациентът се хоспитализира в болница. Хоспитализацията в специализирано пулмологично отделение е оптимална, но ако липсва или е пълна, пациентът може да бъде хоспитализиран в терапевтична болница. Основната задача на болничния лекар е да спре развилото се обостряне на заболяването и да предотврати или лекува съществуващите усложнения на основното заболяване. Пациент с тази патология трябва да може да извършва спирометрия или пиков поток поне веднъж на всеки 48 часа. По време на хоспитализацията болничният лекар решава дали да предпише антибиотици. Задължителен компонент на лечението трябва да бъде адекватна противовъзпалителна и бронходилататорна терапия. Също така е важно да се установи причината за развитието на екзацербация и да се обучи пациентът, за да се предотвратят подобни проблеми в бъдеще.

### Рехабилитационни мероприятия
Основата на рехабилитацията на пациенти с ХОББ е физическата подготовка. Основният проблем, който намалява качеството на живот при такива пациенти, остава тежкият задух и ниската толерантност към физическо натоварване. За да се премахнат тези недостатъци, беше разработен комплекс от специални аеробни натоварвания, насочени към подобряване на ефективността на опорно-двигателния апарат и дихателната система. Тези рехабилитационни мерки обаче са ефективни само в комбинация с адекватна лекарствена терапия и тяхната ефективност е относително ниска.